# Gesellschaft für Schädelbasischirurgie
Die Gesellschaft für Schädelbasischirurgie (GSB) ist eine deutschsprachige Fachgesellschaft zur Verbesserung der interdisziplinären Behandlung von Patienten mit Erkrankungen im Bereich der Schädelbasis.
Es handelt sich um einen Zusammenschluss von ärztlich und im Wissenschaftsbereich Tätigen, die ordentliche Mitglieder in folgenden deutschen, österreichischen oder Schweizer Gesellschaften sind: Anatomie, Hals-Nasen-Ohren-Heilkunde und Kopf-Hals-Chirurgie, Mund-, Kiefer- und Gesichtschirurgie, Neurochirurgie, Ophthalmologie, Pathologie/Neuropathologie, Neuroanatomie, Radiologie/Neuroradiologie sowie Strahlentherapie.
Die GSB ist Mitglied der Arbeitsgemeinschaft der Wissenschaftlichen Medizinischen Fachgesellschaften (AWMF).

## Veranstaltungen
Die Gesellschaft verweist auf ihrer Website auf eigene Veranstaltungen wie die Jahrestagung und auf wissenschaftliche sowie Fortbildungs-Veranstaltungen Dritter.

## Auszeichnungen
Der Verein vergibt den Hans-Joachim Denecke-Preis und die Horst-Schneumann-Medaille.

## Geschichte
Die Gesellschaft für Schädelbasischirurgie wurde 1993 als Deutsche Gesellschaft für Schädelbasischirurgie gegründet und im Jahr 2012 zu einer multinationalen Gesellschaft deutschsprachiger Länder und Regionen in Europa (Deutschland, Österreich, Schweiz) restrukturiert.
Die Gesellschaft ist seit Mitglied der AWMF seit 1998.